# Estrogeni
Estrogeni su skupina steroidnih kemijskih spojeva koja je dobila naziv zbog svoje važnosti u estrusu sisavaca (menstruacijskom ciklusu kod žena). 
Estrogeni su ženski spolni hormoni. Koriste se kao kontracepcijsko sredstvo i zamjenska terapija kod žena u menopauzi. 
Steroidni hormoni zbog svoje nepolarnosti lako difuzijom prolaze kroz staničnu membranu u stanicu gdje se vežu za estrogenske receptore.

## Glavni estrogeni
Tri glavna estrogena koja se prirodno nalaze u žene su estradiol, estriol i estron. U ljudskom tijelu estrogeni nastaju iz androgena uz pomoć enzima.
Od prve mjesečnice (menarha) do menopauze glavni hormon je 17β-estradiol, a u menopauzi u tijelu nalazimo više estrona. Estradiol nastaje iz testosterona i estrona, koji nastaju iz androstendiona. 
Najjači estrogenski učinak ima estradiol (12 puta jači od estradiola, a 80 puta od estriola) zbog čega se smatra glavnim estrogenom. Estriol je oksidacijski produkt estrona i estradiola. 
Razlika u kemijskoj strukturi među estrogenima nalazi se u broju ili vrsti kemijske skupine na D prstenu (krajnje desni na slikama). "Triol" sadrži dvije hidroksilne skupine (-OH), "diol" jednu, a estron ima keto-skupinu (=O) na D prstenu.

## Sinteza estrogena
Testosteron nastaje tijekom procesa koji se naziva steroidogeneza, a kolesterol je prva molekula u tom nizu reakcija. 
Najveća količina estrogena proizvodi se u razvijajućem folikulu jajnika, žutom tijelu i posteljici.  Folikulostimulirajući hormon (FSH) i luteinizirajući hormon (LH) potiču proizvodnju estrogena u jajnicima. Određenu manju količinu estrogena proizvode i jetra, nadbubrežne žlijezde i dojke (ti takozvani sekundarni izvori estrogena jako su važni kod žena u menopauzi).
Sinteza estrogna u jajnicima počinje u teka (theca) stanicama, teke interne (sloj stanica folikula jajnika), sintezom androstendiona iz kolesterola. Androstendion je tvar blagog androgenog učinka. Taj spoj prelazi bazalnu membranu i ulazi u susjedne granuloza-stanice jajnika gdje se pretvara u estron i estradiol, bilo izravno ili preko međuprodukta testosterona. Kemijsku promjenu testosterona u estradiol i androstendiona u estron katalizira enzim koji se naziva aromataza. 
Tijekom menstruacijskog ciklusa razine estradiola variraju, a najviše su prije ovulacije. 

## Fiziološki učinci estrogena
Estrogeni se nalaze i u tijelu muškarca i žene (kod žena u puno većoj količni). Kod muškarca estrogen regulira određene funkcije spolnog sustava važne za sazrijevanje sperme i smatra se da su važni za zdravi spolni nagon.  
Fiziološki učinak kod žena:
- Promjene na spolnom sustavu:
  - Estrogeni potiču formiranje sekundarnih spolnih značajki žene,
  - Stimuliraju rast spolnih organa, tijekom menstruacijskog ciklusa potiču rast žlijezda endometrija i vezivne strome u maternici, a u jajovodu povećavaju broj i aktivnost stanica s treptljikama.
  - U dojkama estrogeni potiču rast dojki i sustava za izlučivanje mlijeka (rast mliječnih žlijezda, vezivnog tkiva među njima i nakupljanje masti).

- Promjene u središnjem živčanom sustavu:
  - Estrogeni (zajedno s progesteronom) inhibiraju oslobađanje FSH i LH iz hipofize (negativna povratna sprega). Za lučenje FSH i LH potreban je GnRH (gonadotropin oslobađajući hormon) iz hipotalamusa. Estrogen utječe i na razinu izlučivanja GnRH.

- Promjene u ostalim sustavima i organima:
  - U kostima smanjuju koštanu resorpciju čime povećavaju stvaranje kosti.
  - Voda i elektroliti - estrogeni uzrokuju zadržavanje natrija i vode u organizmu, zbog kemijske sličnosti s hormonima nabubrežne žlijezde.
  - Lipidi - povećavaju HDL (lipoprotein visoke gustoće), trigliceride, smanjuju LDL (lipoprotein male gustoće)
  - Probavni sustav - povećavaju količinu kolesterola u žuči, a smanjuju pokretljivost crijeva
  - U jetri potiču sintezu proteina
  - Koagulacija - povisuje razine faktora zgrušavanja (2, 7, 9, 10), antitrombina III, plazminogena i povisuje adhezivnost trombocita
  - Melanin - povisuje feomelanin, a snizuje eumelanin
  - Koža - estrogeni povećavaju debljinu kože i čine je glađom

## Medicinska primjena estrogena
Estrogeni djeluju na mnoge sustave u tijelu, te je kod liječenja njima potreban oprez zbog mogućih popratnih pojava. Dokazano je da vanjska primjena estrogena povisuje rizik za nastanak tumora dojke ili tumora endometrija maternice. Nije zanemariv i njihov učinak na krvne žile i faktore zgrušavanja, što može dovesti do infarkta miokarda, duboke venske tromoboze ili plućne embolije. 

### Hormonsko nadomjesno liječnje
Estrogeni se zajedno s ostalim hormonima koriste kod žena u menopauzi kako bi se spriječila osteoporoza, kao i simptomi menopauze kao što su valovi vrućine, noćna znojenja, nesanica, palpitacije, glavobolja, tjeskoba, depresija, umor, malaksalost. 
Kontraindikacije za upotrebu estrogena kao sredstva hormonskog nadomjesnog liječnja su tromboembolija i tumor dojke.

### Hormonska kontracepcija
Osnovni mehanizam djelovanja estrogna (zajedno s progesteronom) u hormonskoj kontracepciji, je negativna povratna sprega na lučenja FSH i LH iz hipofize (djeluju i na hipotalamus) čime dolazi do izostanka ovulacije (FSH i LH su potrebni za ovulaciju) u jajniku. 

### Ostale medicinske primjene
Estrogeni se koriste u liječenju vaginalne atrofije, hipoestrogenizma (posljedica hipogonadizma, kastracije), amenoreje, dismenoreje, i 
oligomenoreje. Estrogeni mogu biti korišteni i za zaustavljanje laktacije nakon poroda.